# Марке де Вассело, Анатоль
Маркиз и граф Анатоль Марке де Вассело (фр. Anatole Marquet de Vasselot), полное имя Жан Жозе́ф Мари́ Анато́ль Марке́ де Вассело́ (Jean Joseph Marie Anatole Marquet de Vasselot); 1840 год, Париж — 1904 год) — французский скульптор, член множества литературно-артистических и научных сообществ.

## Биография
Избрав для себя вначале дипломатическое поприще, 25-ти лет от роду оставил его для того, чтобы посвятить себя искусству; брал уроки у скульптора Жоффруа, совершенствовался затем в рисунке у живописца Бонна́ и вскоре приобрёл известность прекрасными портретными бюстами (Листа, Бальзака, г-жи де Сонбрейль и др.). Творил также барельефы и статуи, замечательные по одушевлённости движения и своему натурализму, не лишённому красоты.

## Творчество

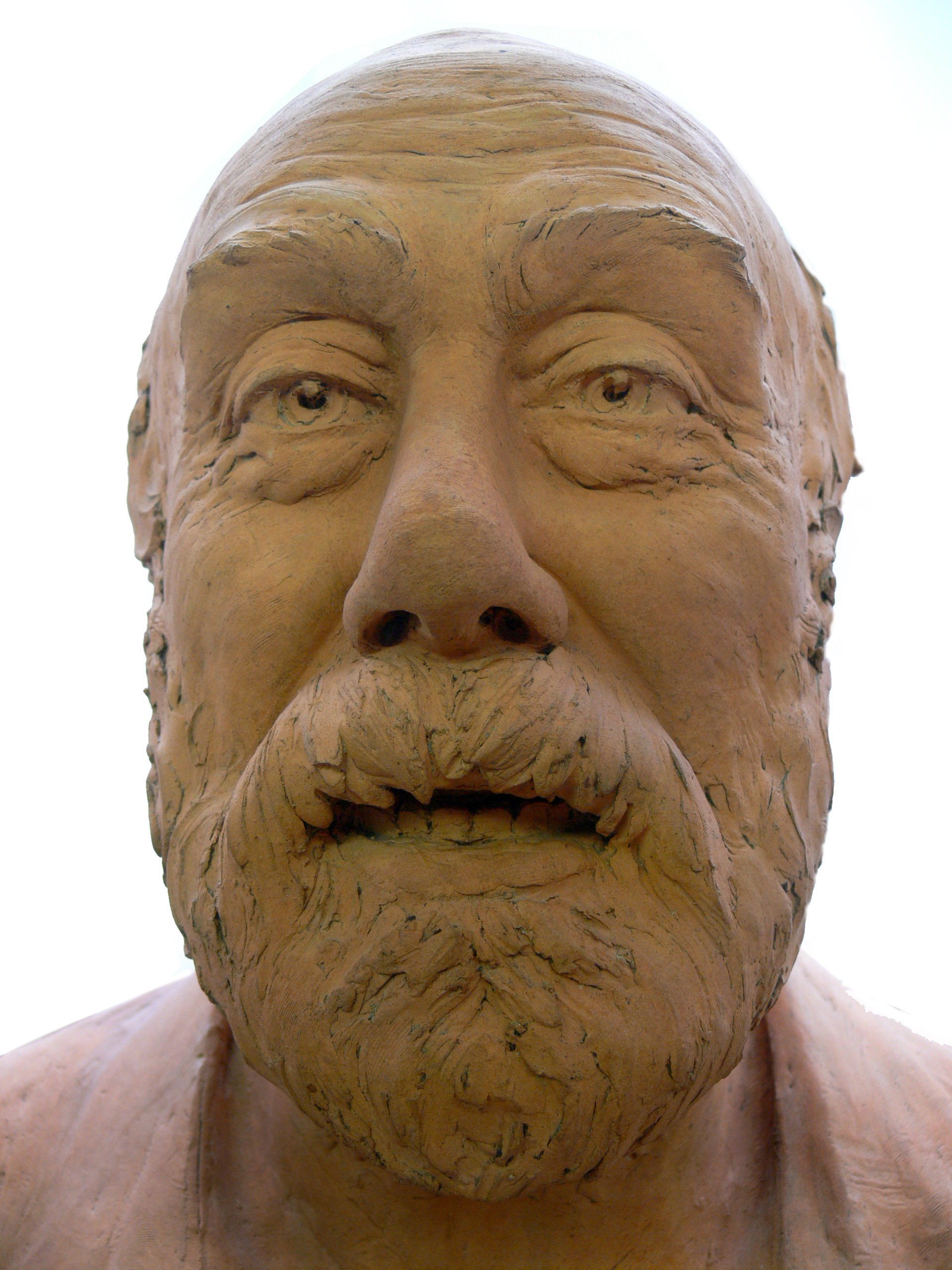
Бюст Гюстава Надо работы Марке де Вассело. 1893

- Статуя «Хлоя у источника»
- Рельеф «Слава нашим мертвецам»
- «Христос во гробе»
- «Отечество»
- «Тезей».